# Jarra con bigotes
Jarra con bigotes o jarra del abuelo, se llama al recipiente de arcilla negra de la alfarería tradicional de Gundivós, parroquia del municipio de Sober, en la provincia de Lugo (España). Recibe tal nombre por los bordones decorativos que partiendo del pico caen en una onda a lo largo del talle semejando  bigotes decimonónicos.

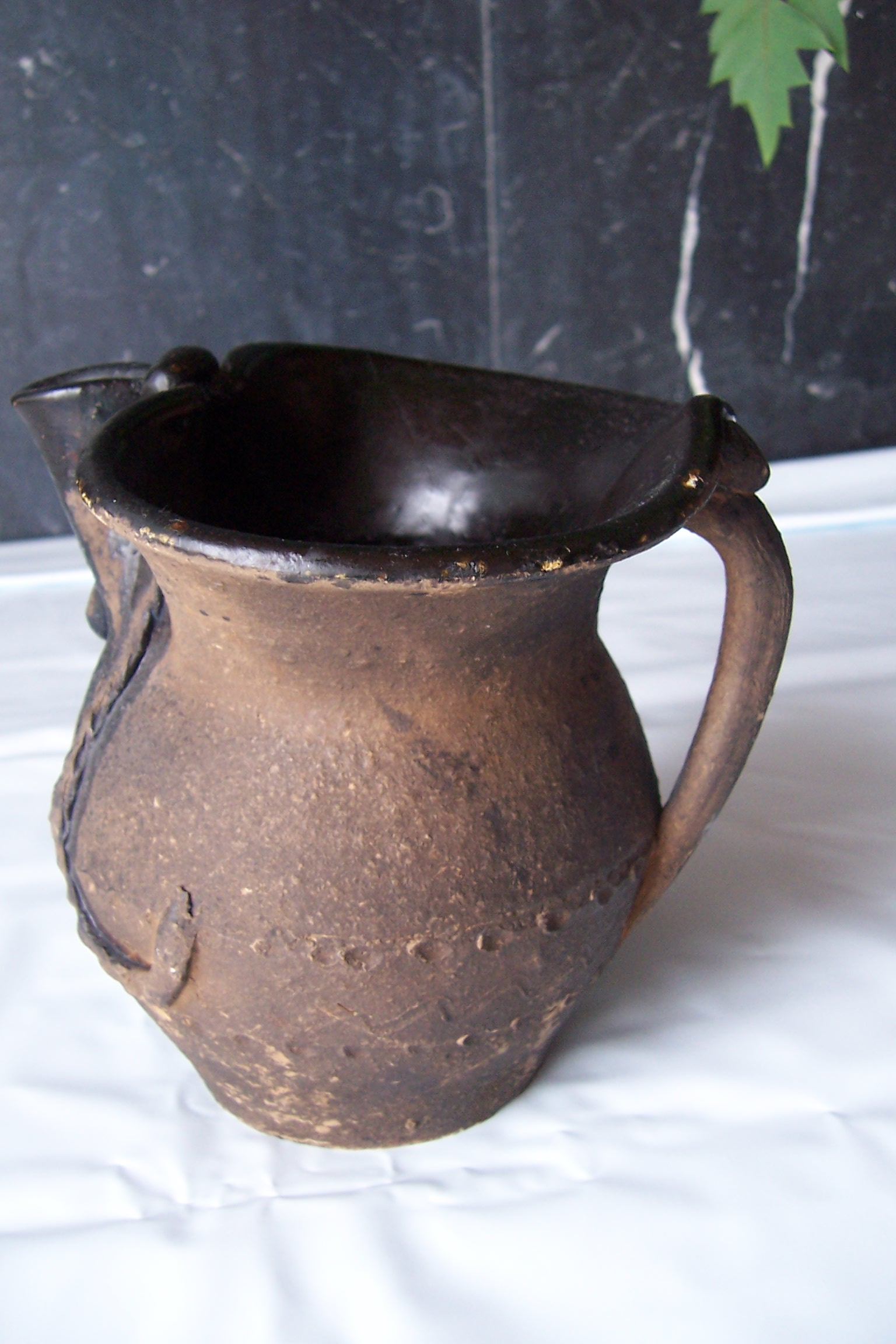
Vista de perfil.

Esta vasija tradicional, en forma de jarra, se destinaba para beber vino con comodidad gracias a su particular bico (un pico vertedor de tipo estrangulado). Dicho bico, a diferencia del de las jarras usadas para agua, se estrechaba en la base para que el vino saliera «de a pocos»; el vertido, como con los porrones debía hacerse despacio pues si se levantaba excesivamente la jarra caía el vino sobre el bebedor. Los curiosos relieves o cordones que salen del mencionado bico tenían la función de compactar la pieza, además de su simbolismo y valor decorativo. Algunas de estas jarras podían llevar una especie de medias bolas como si fueran ojos a los lados del bico, por encima de los bigotes.